# Cyrtandra cordifolia
Cyrtandra cordifolia är en tvåhjärtbladig växtart som beskrevs av Charles Gaudichaud-Beaupré. Cyrtandra cordifolia ingår i släktet Cyrtandra och familjen Gesneriaceae. Inga underarter finns listade i Catalogue of Life.